# Oreana
Oreana – wieś w Stanach Zjednoczonych, w stanie Illinois, w hrabstwie Macon.